# Rodgers Kwemoi
Rodgers Kwemoi Chumo (* 3. März 1998 im Mount Elgon District) ist ein kenianischer Langstreckenläufer, der sich auf die 10.000-Meter-Distanz spezialisiert.

## Sportliche Laufbahn
Erste Erfahrungen bei internationalen Meisterschaften sammelte Rodgers Kwemoi Chumo bei den Crosslauf-Weltmeisterschaften 2015 in Guiyang, bei denen er in der U20-Wertung den 10. Platz erreichte sowie mit dem Team die Goldmedaille gewann. 2016 siegte er bei den U20-Weltmeisterschaften in Bydgoszcz in neuem Meisterschaftsrekord von 27:25,23 min über 10.000 Meter. 2018 erfolgte die Teilnahme an den Commonwealth Games im australischen Gold Coast, bei denen er in 27:28,66 min überraschend die Bronzemedaille gewann. 2019 belegte er bei den Crosslauf-Weltmeisterschaften in Aarhus in 33:11 min den 21. Platz und sicherte sich mit der kenianischen Mannschaft die Silbermedaille in der Teamwertung. Im Oktober startete er über 10.000 m bei den Weltmeisterschaften in Doha und belegte dort in 26:55,36 min den vierten Platz. 2021 nahm er an den Olympischen Sommerspielen in Tokio teil und wurde dort in 27:50,06 min Siebter.
2022 siegte er in 59:15 min beim Istanbul-Halbmarathon und erreichte bei den Weltmeisterschaften in Eugene mit 27:52,26 min Rang 15 über 10.000 Meter.
Wegen Auffälligkeiten in seinem biologischen Pass wurde Kwemoi 2023 vorläufig gesperrt.

## Persönliche Bestzeiten
- 5000 Meter: 13:18,98 min, 2. April 2016 in Kumamoto
- 10.000 Meter: 26:55,36 min, 6. Oktober 2019 in Doha
- Halbmarathon: 58:30 min, 19. Februar 2022 in Ra’s al-Chaima